# Kizilbaši
Kizilbaši (tur. Kizilbaş; „Crvene kape”) su prvotno označavali nekoliko turkijskih i iranskih ratničkih plemena koje je karakterizirala pripadnost šijitskom islamu, a potom etničku skupinu koja nosi njihovo podrijetlo. Kizilbaši potječu iz područja Anatolije i Kurdistana, a povijesno se pojavljuju u 13. stoljeću. Odigrali su značajnu ulogu u Ismailovom osnivanju Safavidskog Carstva početkom 16. stoljeća, a crvene kape po kojima su dobili ime simbolizirale su njihovu lojalnost safavidskoj kruni. Zbog političkog sukoba s iranskim vladarom Abasom I., oko 1600. godine dio kizilbaša protjeran je na istok nakon čega počinju igrati značajnu vojnu i društvenu ulogu u područjima današnjeg Afganistana, Pakistana, pa čak i Indije. Kizilbaši su pripadali heterodoksnom obliku šijitskog islama usko povezanom sa sufijskim odnosno alevitskim (kao i bektaškim i derviškim) uvjerenjima, a vjerovali su kako njihovi vladari imaju božanske osobine. Potomci kizilbaša danas žive od Turske i Sirije, preko Irana i Azerbajdžana, do Afganistana i Pakistana.

## Poveznice
- Šijiti
- Kurdi
- Alevica Zaza (Kurdi)
- Safavidsko Carstvo

## Citirana literatura
- (hrv.) Kizilbaši. Hrvatski obiteljski leksikon. Leksikografski zavod Miroslav Krleža. 2005. Pristupljeno 13. siječnja 2011.
- (engl.) Kizilbash. Encyclopædia Britannica. 2011. Pristupljeno 13. siječnja 2011.